# Ludolfina (imię)
Ludolfina – imię żeńskie pochodzenia germańskiego, złożone z członów hlud – „sława” i wulf – „wilk”. Oznacza „sławny wilk” („sławna wilczyca”) i stanowi żeński odpowiednik imienia Ludolf. Jednym z patronów Ludolfiny jest św. Ludolf, biskup z Ratzeburga.
W matematyce i w kulturze Ludolfiną nazywa się także liczbę Pi.
Ludolfina imieniny obchodzi 29 marca jak Ludolf.